# Scopula aniculosata
Scopula aniculosata là một loài bướm đêm trong họ Geometridae.